# 熊本県道322号大牟田大鞘八代港線
熊本県道322号大牟田大鞘八代港線（くまもとけんどう322ごう おおむたおざややつしろこうせん）は、熊本県八代市を通る一般県道である。

## 概要
大牟田というのは八代市千丁町にある字名で（地名は「太牟田」と表記する）、福岡県大牟田市とは無関係である。

### 路線データ
- 起点：熊本県八代市千丁町太牟田（熊本県道14号八代鏡宇土線交点）
- 終点：熊本県八代市郡築一番町

## 地理

### 通過する自治体
- 八代市

### 交差する道路
| 交差する道路                  | 交差する場所 | 交差する場所   |
| ----------------------------- | ------------ | -------------- |
| 熊本県道14号八代鏡宇土線      | 千丁町太牟田 | 起点           |
| 熊本県道42号八代鏡線          | 鏡町両出     | 鏡町両出交差点 |
| 熊本県道338号八代不知火線     | 鏡町塩浜     |                |
| 熊本県道245号共栄千丁停車場線 | 昭和同仁町   |                |
| 熊本県道251号郡築横手線       | 郡築十二番町 |                |
| 熊本県道336号八代港線         | 郡築六番町   |                |

### 交差する鉄道
- 九州新幹線

### 沿線
- 八代市立文政小学校
- 八代市立第七中学校
- 八代市立郡築小学校
- 八代警察署 郡築駐在所
- 八代海
- 大鞘樋門
- 八代港